# Imhotep: Das Duell
Imhotep: Das Duell ist ein strategisches Brettspiel des australischen Spieleautors Phil Walker-Harding für zwei Personen. Das Spiel wurde 2018 in der Serie Für Zwei Spieler beim Verlag Kosmos Spiele veröffentlicht und baut thematisch auf dem ebenfalls von Walker-Harding entwickelten Brettspiel Imhotep: Baumeister Ägyptens aus dem Jahr 2016 auf.
Im Jahr 2019 wurde es mit dem Spielepreis DuAli des Ali Baba Spieleclubs ausgezeichnet und auf die Empfehlungsliste der Jury zum Spiel des Jahres aufgenommen.

## Thema und Ausstattung
Das Spiel baut auf dem Spiel Imhotep: Baumeister Ägyptens und behandelt wie dieses thematisch den Aufbau von Gebäuden zur Zeit des Baumeisters Imhotep. Die Spieler übernehmen die Rollen der Nofretete und des Echnaton, die im Wettstreit Waren angeliefert bekommen und die wertvollsten Waren von den anlandenden Schiffen entladen müssen. Mit dem Material bauen sie an ihren jeweils vier Monumenten, um möglichst viele Siegpunkte zu bekommen.
Das Spielmaterial besteht neben der Spieleanleitung aus:
- einem Hafentableau mit neun Hafenfeldern, einem Reserve-Feld und sechs Anlegestellen,
- 6 Boots-Plättchen mit je drei Ladeplätzen
- 60 Liefer-Plättchen, dabei je 12 Plättchen für die Obelisken, die Pyramiden, die Tempel und die Grabkammern sowie 12 Aktions-Plättchen
- zwei mal 4 Ortstafeln für die Obelisken, die Pyramiden, die Tempel und die Grabkammern, und
- zwei mal 4 Spielfiguren in Schwarz und Weiß.

## Spielweise
Zur Spielvorbereitung wird das Hafen-Tableau in der Tischmitte platziert und die 6 Bootsplättchen an die Anlegestellen angelegt. Jeder Spieler bekommt jeweils einen Satz Ortstafel, die er in der Startversion mit der A-Seite offen vor sich ablegt, und vier Spielfiguren in seiner Spielerfarbe. Die 60 Lieferplättchen werden gemischt und als verdeckter Vorrat auf einen Haufen gelegt. Von diesem werden auf jedes Boot drei zufällig gezogene Plättchen offen ausgelegt. Drei zusätzliche Plättchen werden gezogen und als verdeckter Stapel auf das Reserve-Feld des Hafens gelegt. Durch die Startaufstellung bildet der Hafen ein Raster von 3 mal 3 Feldern, bei dem an jeder waagerechten und senkrechten Reihe jeweils ein beladenes Schiff anliegt.
Beginnend mit einem Startspieler spielen die beiden Mitspieler abwechselnd und können jeweils entweder eine Spielfigur platzieren, ein Boot entladen oder ein Aktions-Plättchen ausspielen.
Um eine Spielfigur zu platzieren, nimmt der Spieler eine seiner Spielfiguren und stellt diese auf ein beliebiges freies Feld des Hafens. Ein Spieler, dessen Figuren bereits vollständig im Hafen sind, kann keine Spielfigur platzieren. Stehen in einer senkrechten oder waagerechten Reihe mindestens 2 beliebige Spielfiguren, kann er das an diese Reihe anliegende Boot entladen – unabhängig davon, ob er eigene Figuren in der Reihe hat. Für jede Spielfigur der Reihe darf der jeweilige Spieler, um dessen Farbe es sich handelt, ein Plättchen von dem Boot entladen. Dabei beginnt der Spieler der Spielfigur, die am nächsten zum Boot steht. Die Spieler erhalten zudem ihre Spielfiguren zurück, um sie in den folgenden Runden wieder einzusetzen. Auf dem Boot verbliebene Plättchen werden aus dem Spiel genommen, danach wird das Boot aus dem Vorrat neu aufgefüllt. Kann ein Boot nicht mehr befüllt werden, wird es aus dem Spiel genommen.
Die Spieler platzieren die erhaltenen Plättchen auf die entsprechenden Ortsplättchen:
- Obelisken werden auf der Obeliskentafel gestapelt abgelegt,
- Tempel-Plättchen werden verdeckt als Stapel abgelegt,
- die Pyramiden werden entsprechend ihrer Farbe über das Ortsplättchen gelegt und bilden eine helle und eine dunkle Pyramide mit bis zu sechs Plättchen,
- die Grabkammer-Plättchen werden entsprechend ihrer Nummer an das Ortsplättchen angelegt
- die Aktionsplättchen werden offen vor dem Spieler neben den Ortsplättchen abgelegt.

Hat ein Spieler Aktionsplättchen vor sich liegen, darf er sie in seinem Zug entsprechend der darauf angegebenen Aktion einsetzen und danach aus dem Spiel entfernen. Die Aktions-Plättchen ermöglichen es,
- ein beliebiges Bau-Plättchen von einem Boot zu nehmen und durch ein Plättchen aus der Reserve aufzufüllen,
- 2 oder 3 Spielfiguren zu platzieren,
- eine Figur zu platzieren und bis zu zwei Boote zu entladen,
- zwei Warenplättchen auf den Booten zu vertauschen und danach ein Boot zu entladen.

Das Spiel endet, wenn ein das vorletzte Boot entladen und aus dem Spiel entfernt wurde; das letzte Boot wird nicht mehr entladen. Mit dem Spielende kommt es zur Endwertung, dabei erhalten die Spieler Punkte entsprechend ihrer Bauwerke:
- jedes Plättchen auf dem Obelisken bringt einen Punkt, zusätzlich bekommt der Spieler mit dem höheren Obelisken 6 Zusatzpunkte. Letztere verfallen bei einem Gleichstand.
- Jedes Kreissymbol auf den abgelegten Tempelplättchen bringt einen Punkt.
- Die beiden Pyramiden werden separat abgerechnet und geben Punkte entsprechend einer Summenformel. Für 1/2/3/4/5/6 Steine erhält der Spieler 1/2/6/10/15/21 Punkte.
- bei der Grabkammer erhält der Spieler Punkte für zusammenhängende Zahlenreihen im Quadrat der Anzahl. Dabei erhält er für 1/2/3/4/5/6 zusammenhängende Steine 1/4/9/16/25/36.
- nicht genutzte Aktions-Plättchen und jede noch im Hafen befindliche Figur bringen einen Punkt.

Der Spieler, der nach der Abrechnung die meisten Punkte hat, gewinnt das Spiel. Bei einem Gleichstand gewinnt der Spieler, der nicht angefangen hat.

### Variante B
Die Ortsplättchen sind doppelseitig bedruckt und haben neben der A-Seite auch jeweils eine B-Seite mit einer anderen Aufgabe:
- Beim Obelisken werden die Plättchen wieder übereinander abgelegt. Der Spieler, der zuerst sein fünftes Plättchen erhält, dreht dieses um und erhält dafür bei Spielende 12 Zusatzpunkte. Erreicht auch der andere Spieler 5 Steine, erhält er 6 Zusatzpunkte und erreicht ein Spieler 10 Steine, bekommt er 12+6=18 Zusatzpunkte.
- die Tempel-Plättchen werden offen und nach Anzahl der Kreissymbole sortiert auf das Plättchen abgelegt. Am Spielende werden Plättchen-Sets entsprechend dem Quadrat der Anzahl abgerechnet, also für 1/2/3/4 Plättchen je 1/4/9/16 Punkte
- die Pyramiden werden auch entsprechend ihrer Farbe über das Ortsplättchen gelegt und bilden eine helle und eine dunkle Pyramide. Gewertet wird nur die kleinere der beiden Pyramiden mit für 0/1/2/3/4 Plättchen je -6/0/4/10/18/30/48 Punkten.
- die Grabkammer-Plättchen werden entsprechend ihrer Nummer an das Ortsplättchen angelegt. Bei der Abrechnung erhält der Spieler für jede Gruppe von Plättchen je 4 Punkte, unabhängig von der Anzahl zusammenhängender Plättchen.

## Entwicklung und Rezeption
Das Spiel Imhotep: Das Duell wurde von dem australischen Spieleautor Phil Walker-Harding auf der Basis des ebenfalls von ihm stammenden Brettspiels Imhotep: Baumeister Ägyptens aus dem Jahr 2016 entwickelt und 2018 bei Kosmos Spiele in deutscher Sprache sowie im Folgejahr auch in englischer Sprache veröffentlicht. Eine niederländische Version wurde 2019 bei White Goblin Games aufgelegt.
Im Jahr 2019 wurde es mit dem Spielepreis DuAli des Ali Baba Spieleclubs ausgezeichnet und auf die Empfehlungsliste der Jury zum Spiel des Jahres aufgenommen.

## Belege
1. 1 2 3 4 5 6 7  Spieleanleitung Imhotep: Das Duell, Kosmos Verlag 2018
2. ↑  Versionen von Imhotep: Das Duell in der Spieledatenbank BoardGameGeek (englisch); abgerufen am 23. Mai 2019.
3. ↑  DuAli-Preisträger auf der Website des Ali Baba Spieleclubs; abgerufen am 23. Mai 2019.
4. ↑  Imhotep - Das Duell auf der Website des Spiel des Jahres e.V.; abgerufen am 23. Mai 2019.